# Санчо, Хосе
Хосе́ Асунсьо́н Марти́нес Са́нчо (исп. José Asunción Martínez Sancho; род. 11 ноября 1944, Манисес — 3 марта 2013, Валенсия) — испанский актер театра и кино. Лауреат премии «Гойя» за лучшую мужскую роль второго плана в фильме Педро Альмодовара «Живая плоть».

## Биография
Родился 11 ноября 1944 года в провинции Валенсия, город Манисес, Испания.
Начал свою карьеру в Театре промышленности, где до конца своих дней играл многие ведущие роли.
В кино дебютировал в 1959 году, в фильме «Если бы ты женился на мне». Снялся в более чем 90 фильмах. Последняя работа в кино была в 2012 году.
Скончался в Валенсии 3 марта 2013 года.

## Личная жизнь
Первая жена (развод) — актриса Мария Хименес, есть общий ребенок.
Вторая жена — актриса и сценарист Рейес Монфорте.